# ABA Liga 2001-02
La ABA Liga 2001-02 fue la primera edición de la ABA Liga, competición de 12 equipos de Serbia y Montenegro, Croacia, Eslovenia y Bosnia Herzegovina. El primer campeón fue el equipo esolveno del KK Union Olimpija. Los playoffs los disputaron los cuatro primeros clasificados en formato de final four.

## Temporada regular

### Clasificación
|     | Equipo             | Pos | G  | P  | PF   | PC   | Dif  | Pts. |
| --- | ------------------ | --- | -- | -- | ---- | ---- | ---- | ---- |
| 1.  | Union Olimpija     | 22  | 20 | 2  | 1898 | 1505 | +393 | 42   |
| 2.  | Krka               | 22  | 16 | 6  | 1962 | 1828 | +204 | 38   |
| 3.  | Cibona VIP         | 22  | 16 | 6  | 1897 | 1703 | +194 | 38   |
| 4.  | Pivovarna Laško    | 22  | 15 | 7  | 1848 | 1744 | +104 | 37   |
| 5.  | Sloboda Dita       | 22  | 12 | 10 | 1645 | 1677 | -32  | 34   |
| 6.  | FEAL Široki        | 22  | 12 | 10 | 1805 | 1741 | +64  | 34   |
| 7.  | Zadar              | 22  | 12 | 10 | 1811 | 1814 | -3   | 34   |
| 8.  | Split CO           | 22  | 10 | 12 | 1774 | 1830 | -56  | 32   |
| 9.  | Budućnost          | 22  | 9  | 13 | 1666 | 1758 | -92  | 31   |
| 10. | Triglav osiguranje | 22  | 5  | 17 | 1746 | 1950 | -204 | 27   |
| 11. | Geoplin Slovan     | 22  | 3  | 19 | 1689 | 1890 | -201 | 25   |
| 12. | Bosna ASA          | 22  | 2  | 20 | 1443 | 1814 | -371 | 24   |

|  | Clasificados para la Final Four   |
|  | No disputa la siguiente temporada |

## Final four
Partidos disputados en el Hala Tivoli de Ljubljana
|  | Semifinales 23 de marzo | Semifinales 23 de marzo | Semifinales 23 de marzo |      |    | Final 24 de marzo | Final 24 de marzo | Final 24 de marzo |  |
|  |                         |                         |                         |      |    |                   |                   |                   |  |
|  |                         |                         |                         |      |    |                   |                   |                   |  |
|  | 1                       | Union Olimpija          | 69                      |      |    |                   |                   |                   |  |
|  | 1                       | Union Olimpija          | 69                      |      |    |                   |                   |                   |  |
|  | 4                       | Pivovarna Laško         | 56                      |      |    |                   |                   |                   |  |
|  | 4                       | Pivovarna Laško         | 56                      |      | 1  | Union Olimpija    | 73                |                   |  |
|  |                         |                         |                         |      | 1  | Union Olimpija    | 73                |                   |  |
|  |                         |                         | 2                       | Krka | 59 |                   |                   |                   |  |
|  | 2                       | Krka                    | 2                       | Krka | 59 | 98                |                   |                   |  |
|  | 2                       | Krka                    |                         |      |    | 98                |                   |                   |  |
|  | 3                       | Cibona VIP              | 93                      |      |    |                   |                   |                   |  |
|  | 3                       | Cibona VIP              | 93                      |      |    |                   |                   |                   |  |
|  |                         |                         |                         |      |    |                   |                   |                   |  |

| Campeón de la Liga ABA 2001–02 |
| ------------------------------ |
| Union Olimpija 1er título      |

## Líderes estadísticos
Al término de la temporada regular.

### Valoración
| Pos | Nombre          | Equipo             | Partidos | Valoración | PIR   |
| --- | --------------- | ------------------ | -------- | ---------- | ----- |
| 1.  | Marino Baždarić | Triglav osiguranje | 388      | 22         | 17.64 |
| 2.  | Stipe Šarlija   | FEAL Široki        | 347      | 21         | 16.52 |
| 3.  | Mate Skelin     | Krka               | 348      | 23         | 15.13 |
| 4.  | Matej Mamić     | Cibona Vip         | 327      | 20         | 13.90 |
| 5.  | Bennett Davison | Krka               | 318      | 23         | 13.83 |

### Puntos
| Pos | Nombre          | Equipo             | Games | Puntos | PPP   |
| --- | --------------- | ------------------ | ----- | ------ | ----- |
| 1.  | Marino Baždarić | Triglav osiguranje | 577   | 22     | 26.23 |
| 2.  | Stipe Šarlija   | FEAL Široki        | 388   | 21     | 18.48 |
| 3.  | Davor Marcelić  | Zadar              | 285   | 16     | 17.81 |
| 4.  | Alojzij Duščak  | Pivovarna Laško    | 366   | 21     | 17.43 |
| 5.  | Andrija Žižić   | Split CO           | 366   | 22     | 16.86 |

### Rebotes
| Pos | Nombre         | Equipo       | Partidos | Rebotes | RPP  |
| --- | -------------- | ------------ | -------- | ------- | ---- |
| 1.  | Ante Grgurević | Split CO     | 194      | 21      | 9.24 |
| 2.  | Mate Skelin    | Krka         | 192      | 23      | 8.35 |
| 3.  | Nikola Prkačin | Cibona Vip   | 143      | 22      | 6.50 |
| 4.  | Soulymane Wane | Sloboda Dita | 138      | 22      | 6.27 |
| 5.  | Stipe Šarlija  | FEAL Široki  | 128      | 21      | 6.10 |

### Asistencias
| Pos | Nombre          | Equipo       | Partidos | Asistencias | APP  |
| --- | --------------- | ------------ | -------- | ----------- | ---- |
| 1.  | Rumeal Robinson | Zadar        | 50       | 12          | 4.17 |
| 2.  | Dragan Aleksić  | Sloboda Dita | 91       | 22          | 4.14 |
| 3.  | Marko Popović   | Zadar        | 61       | 17          | 3.59 |
| 4.  | Mladen Erjavec  | FEAL Široki  | 67       | 22          | 3.05 |
| 3.  | Davor Marcelić  | Zadar        | 48       | 16          | 3.00 |

Fuente: ABA League Individual Statistics 